# Фонд Альберто и Аннетт Джакометти
Фонд Альберто и Аннетт Джакометти (фр. Fondation Alberto et Annette Giacometti) — общественное учреждение Франции, целью которого является продвижение, распространение, сохранение и защита произведений швейцарского скульптора и художника Альберто Джакометти. Создано по указу Министерства культуры Франции от декабря 2003 г. Штаб-квартира находится в Париже, её возглавляет Катрин Гренье, главный хранитель наследия Министерства культуры Франции. С июня 2018 года фонд также предоставляет пространство для выставок и исследования работ скульптора.
В Фонде хранится крупнейшая в мире коллекция произведений Джакометти: 95 картин, 260 бронзовых скульптур, 550 гипсовых скульптур, тысячи рисунков и гравюр. Фонд также хранит большой архив, отражающий историю творчества художника: многочисленные записные книжки и альбомы для рисования, рукописи опубликованных текстов, переписку с другими художниками и интеллектуалами, а также большую часть его личной библиотеки, включая книги, каталоги выставок, и газеты, в некоторых из которых есть его пометки и рисунки. Работа фонда направлена на создание всеобъемлющего каталога работ художника на основе архива, собранного его вдовой. Фонд также занимается выставочной деятельностью, что включает в себя показ работ из своей коллекции непосредственно в здании самого фонда, и предоставление коллекции для временных выставок музеям и культурным учреждениям. Непосредственно вся коллекция постепенно становится доступной в Интернете.

## История
Фонд является единственным бенефициаром наследства Аннетт Джакометти, вдовы художника, скончавшейся в 1993 году. Аннетт Джакометти назначила Ролана Дюма, юриста и бывшего министра иностранных дел Франции, своим судебным исполнителем. К моменту смерти Аннетт Джакометти французское правительство ещё не одобрило создание фонда. В 1994 году, чтобы покрыть расходы на хранение, страховку и судебные издержки, Дюма выставил 18 работ Джакометти на продажу через французского аукциониста Жака Тажана, собрав сумму, эквивалентную примерно 8 миллионам долларов. В 2000 г. брат Джакометти — Мишель Арм — обратился в парижский суд с просьбой аннулировать завещание его сестры, составленное в январе 1990 года, утверждая, что в то время она была психически недееспособной. В мае 2007 года Дюма был приговорен к 12 месяцам тюремного заключения (условно) за средства, которые он незаконно присвоил, выступая в качестве исполнителя воли Аннетт Джакометти.

## Руководство
Фондом управляет правление из девяти человек, в том числе два представителя правительства Франции (уставные члены: министр внутренних дел и министр культуры и коммуникаций, а также член Фонда Альберто Джакометти в Цюрихе (Alberto Giacometti-Stiftung).

## Миссия
Миссия Фонда — защищать, распространять и продвигать работы Джакомметти. Его деятельность включает в себя:
- Публичный показ работ:

Обладая коллекцией из более чем 5000 работ, фонд участвует во многих культурных мероприятиях, лекциях, тематических выставках и конференциях в учреждениях культуры по всему миру.
- Сохранение архивов Альберто и Аннет Джакометти
- Каталогизация работ
- Публикация книг
- Награды и стипендии
- Защита произведений скульптора как во Франции, так и за рубежом[1]:

С этой целью он следит за соответствующими публикациями, выставками и продажами, а также за продажей поддельных произведений, пытаясь удалить их с рынка и преследовать фальшивомонетчиков. Он дает разрешение на показ, редактирование и публикацию работ Джакометти. Фонд совместно с членами семьи Джакометти имеет право производить новые скульптуры с оригинальных гипсовых слепков, завершая начатые им работы. По французскому законодательству художник или его наследники имеют право отлить не более 12 скульптур, которые бы считались подлинными. Джакометти отливал большинство своих скульптур тиражами 6, а иногда и 8 экземпляров.